# Albirex Niigata 2013
Questa voce raccoglie le informazioni riguardanti l'Albirex Niigata nelle competizioni ufficiali della stagione 2013.

## Maglie e sponsor
La Adidas mantiene invariate le divise introdotte nella stagione precedente: anche gli sponsor ufficiali presenti sulla maglia furono confermati (Kameda Seika, Zen-Noh e Komeri).
| Manica sinistra · Manica sinistra · Maglietta · Maglietta · Manica destra · Manica destra · Pantaloncini · Calzettoni | Manica sinistra · Manica sinistra · Maglietta · Maglietta · Manica destra · Manica destra · Pantaloncini · Pantaloncini · Calzettoni |

## Rosa
| N. |                          | Ruolo | Calciatore      |
| -- | ------------------------ | ----- | --------------- |
| 1  | Giappone (bandiera)      | P     | Takaya Kurokawa |
| 3  | Giappone (bandiera)      | D     | Kentaro Ohi     |
| 4  | Corea del Sud (bandiera) | D     | Kim Kun-Hoan    |
| 5  | Giappone (bandiera)      | D     | Mizuki Hamada   |
| 6  | Giappone (bandiera)      | C     | Yūta Mikado     |
| 7  | Giappone (bandiera)      | C     | Seiya Fujita    |
| 8  | Brasile (bandiera)       | C     | Léo Silva       |
| 9  | Giappone (bandiera)      | A     | Tatsuya Tanaka  |
| 11 | Brasile (bandiera)       | A     | Bruno Lopes     |
| 11 | Brasile (bandiera)       | A     | Roger Gaúcho    |
| 13 | Giappone (bandiera)      | C     | Noriyoshi Sakai |
| 14 | Giappone (bandiera)      | C     | Kazuki Kozuka   |
| 15 | Giappone (bandiera)      | C     | Isao Homma      |
| 16 | Giappone (bandiera)      | A     | Hideya Okamoto  |
| 17 | Giappone (bandiera)      | D     | Jun Uchida      |

| N. |                          | Ruolo | Calciatore               |
| -- | ------------------------ | ----- | ------------------------ |
| 18 | Giappone (bandiera)      | C     | Shō Naruoka              |
| 19 | Corea del Sud (bandiera) | D     | Kim Jin-Su               |
| 20 | Giappone (bandiera)      | A     | Kengo Kawamata           |
| 21 | Giappone (bandiera)      | P     | Masaaki Higashiguchi     |
| 22 | Giappone (bandiera)      | P     | Yasuhiro Watanabe        |
| 23 | Giappone (bandiera)      | C     | Atomu Tanaka             |
| 24 | Giappone (bandiera)      | D     | Naoki Kawaguchi          |
| 25 | Giappone (bandiera)      | D     | Yusuke Murakami          |
| 26 | Giappone (bandiera)      | C     | Kenji Koyano             |
| 27 | Giappone (bandiera)      | C     | Musashi Okuyama          |
| 28 | Giappone (bandiera)      | A     | Musashi Suzuki           |
| 29 | Giappone (bandiera)      | D     | Michael James Fitzgerald |
| 31 | Giappone (bandiera)      | P     | Akihiko Takeshige        |
| 36 | Giappone (bandiera)      | D     | Naoya Kikuchi            |
| 39 | Giappone (bandiera)      | D     | Shūsuke Tsubouchi        |

## Calciomercato

### Sessione invernale
| Acquisti | Acquisti          | Acquisti                  | Acquisti      |
| R.       | Nome              | da                        | Modalità      |
| -------- | ----------------- | ------------------------- | ------------- |
| P        | Akihiko Takeshige | Júbilo Iwata              | prestito      |
| D        | Kim Kun-Hoan      | Yokohama F·Marinos        | definitivo    |
| D        | Mizuki Hamada     | Urawa Reds                | prestito      |
| C        | Léo Silva         | Portuguesa                | prestito      |
| C        | Kazuki Kozuka     | Teikyo High School        | definitivo    |
| C        | Shō Naruoka       | Avispa Fukuoka            | definitivo    |
| A        | Tatsuya Tanaka    | Urawa Reds                | definitivo    |
| A        | Hideya Okamoto    | Kashima Antlers           | definitivo    |
| A        | Kengo Kawamata    | Fagiano Okayama           | fine prestito |
| A        | Anderson          | Fagiano Okayama           | fine prestito |
| A        | Musashi Okuyama   | Albirex Niigata Singapore | fine prestito |

| Cessioni | Cessioni            | Cessioni                  | Cessioni      |
| R.       | Nome                | a                         | Modalità      |
| -------- | ------------------- | ------------------------- | ------------- |
| P        | Hideaki Ozawa       |                           | svincolato    |
| D        | Naoki Ishikawa      | Vegalta Sendai            | definitivo    |
| D        | Daisuke Suzuki      | Kashiwa Reysol            | definitivo    |
| D        | Shigeto Masuda      | Thespa Gunma              | prestito      |
| D        | Ryoma Nishimura     | Japan Soccer College      | prestito      |
| C        | Fumiya Kogure       | Mito HollyHock            | prestito      |
| C        | Michael             |                           | svincolato    |
| C        | Taisuke Nakamura    | Kyoto Sanga               | fine prestito |
| C        | Kim Young-Keun      | Kataller Toyama           | prestito      |
| C        | Alan Mineiro        | Paulista                  | fine prestito |
| C        | Yoshiyuki Kobayashi |                           | fine carriera |
| A        | Bruno Suzuki        | Albirex Niigata Singapore | definitivo    |
| A        | Shōki Hirai         | Gamba Osaka               | fine prestito |
| A        | Kishō Yano          | Nagoya Grampus            | definitivo    |
| A        | Anderson            | Machida Zelvia            | prestito      |

### Sessione estiva
| Acquisti | Acquisti                 | Acquisti         | Acquisti      |
| R.       | Nome                     | da               | Modalità      |
| -------- | ------------------------ | ---------------- | ------------- |
| D        | Michael James Fitzgerald | V-Varen Nagasaki | fine prestito |
| C        | Roger Gaúcho             | Ponte Preta      | prestito      |

| Cessioni | Cessioni      | Cessioni          | Cessioni      |
| R.       | Nome          | a                 | Modalità      |
| -------- | ------------- | ----------------- | ------------- |
| C        | Naoya Kikuchi | Sagan Tosu        | prestito      |
| A        | Bruno Lopes   | Desportivo Brasil | fine prestito |

## Risultati

### Campionato

#### Girone di andata
| Arbitro: | Baba |

|              |           |  |
| Kakitani 89’ | Marcatori |  |

| Arbitro: | Murakami |

|                  |           |                     |
| Kim Kun-Hoan 81’ | Marcatori | 75’ Otani 84’ Chiba |

| Arbitro: | Imamura |

|              |           |                  |
| Tomiyama 76’ | Marcatori | 90’ Kim Kun-Hoan |

| Arbitro: | Toma |

|  |           |                                  |
|  | Marcatori | 6’ Makino 90+2’ Márcio Richardes |

| Arbitro: | Inoue |

|  |           |             |
|  | Marcatori | 16’ Naruoka |

| Arbitro: | Kimura |

|                              |           |  |
| Tamada 13’ (rig.) Tanaka 32’ | Marcatori |  |

| Arbitro: | Imamura |

|             |           |  |
| Okamoto 78’ | Marcatori |  |

| Arbitro: | Okabe |

|                      |           |                                    |
| Naruoka 67’ Oi 90+3’ | Marcatori | 6’ Shibasaki 56’ Davi 78’ Yamamura |

| Shizuoka 3 maggio 2013 9ª giornata | Shimizu S-Pulse | – | Albirex Niigata | Outsourcing Stadium Nihondaira |

| Niigata 6 maggio 2013 10ª giornata | Albirex Niigata | – | Ventforet Kofu | Niigata Stadium |

| Arbitro: | Yoshida |

|          |           |                       |
| Noda 63’ | Marcatori | 2’, 24’, 66’ Kawamata |

| Kawasaki 25 maggio 2013 12ª giornata | Kawasaki Frontale | – | Albirex Niigata | Todoroki Athletics Stadium |

| Niigata 18 maggio 2013 13ª giornata | Albirex Niigata | – | Oita Trinita | Niigata Stadium |

| Niigata 6 luglio 2013 14ª giornata | Albirex Niigata | – | Kashiwa Reysol | Niigata Stadium |

| Niigata 13 luglio 2013 15ª giornata | Albirex Niigata | – | FC Tokyo | Niigata Stadium |

| Iwata 10 luglio 2013 16ª giornata | Júbilo Iwata | – | Albirex Niigata | Yamaha Stadium |

| Hiratsuka 17 luglio 2013 17ª giornata | Shonan Bellmare | – | Albirex Niigata | BMW Stadium |

#### Girone di ritorno
| Niigata 31 luglio 2013 18ª giornata | Albirex Niigata | – | Cerezo Osaka | Niigata Stadium |

| Niigata 3 agosto 2013 19ª giornata | Albirex Niigata | – | Shimizu S-Pulse | Niigata Stadium |

| Kofu 10 agosto 2013 20ª giornata | Ventforet Kofu | – | Albirex Niigata | Yamanashi Chuo Bank Stadium |

| Kashima 17 agosto 2013 21ª giornata | Kashima Antlers | – | Albirex Niigata | Kashima Soccer Stadium |

| Niigata 24 agosto 2013 22ª giornata | Albirex Niigata | – | Kawasaki Frontale | Niigata Stadium |

| Niigata 28 agosto 2013 23ª giornata | Albirex Niigata | – | Júbilo Iwata | Niigata Stadium |

| Saitama 31 agosto 2013 24ª giornata | Urawa Reds | – | Albirex Niigata | Saitama Stadium 2002 |

| Niigata 14 settembre 2013 25ª giornata | Albirex Niigata | – | Omiya Ardija | Niigata Stadium |

| Hiroshima 21 settembre 2013 26ª giornata | Sanfrecce Hiroshima | – | Albirex Niigata | Hiroshima Big Arch |

| Kashiwa 28 settembre 2013 27ª giornata | Kashiwa Reysol | – | Albirex Niigata | Hitachi Kashiwa Soccer Stadium |

| Niigata 5 ottobre 2013 28ª giornata | Albirex Niigata | – | Sagan Tosu | Niigata Stadium |

| Tokyo 19 ottobre 2013 29ª giornata | FC Tokyo | – | Albirex Niigata | Tokyo Stadium |

| Niigata 27 ottobre 2013 30ª giornata | Albirex Niigata | – | Shonan Bellmare | Niigata Stadium |

| Oita 10 novembre 2013 31ª giornata | Oita Trinita | – | Albirex Niigata | Oita Bank Dome |

| Niigata 23 novembre 2013 32ª giornata | Albirex Niigata | – | Vegalta Sendai | Niigata Stadium |

| Yokohama 30 novembre 2013 33ª giornata | Yokohama F·Marinos | – | Albirex Niigata | Nissan Stadium |

| Niigata 7 dicembre 2013 34ª giornata | Albirex Niigata | – | Nagoya Grampus | Niigata Stadium |

### Coppa Yamazaki Nabisco
| Niigata 20 marzo 2013, ore 13:00 UTC+9 Fase a gruppi - 1ª giornata | Albirex Niigata | 1 – 1 referto | Oita Trinita | Niigata Stadium (12 369 spett.)\| Arbitro: \| Yakayama \| |
| Arbitro:                                                           | Yakayama        |               |              |                                                           |

| Niigata 3 aprile 2013, ore 19:00 UTC+9 Fase a gruppi - 2ª giornata | Albirex Niigata | 2 – 1 referto | Cerezo Osaka | Niigata Stadium (7 230 spett.)\| Arbitro: \| Ogiya \| |
| Arbitro:                                                           | Ogiya           |               |              |                                                       |

| Tokyo 10 aprile 2013, ore 19:00 UTC+9 Fase a gruppi - 3ª giornata | Albirex Niigata | 1 – 2 referto | Kashima Antlers | Niigata Stadium (7 210 spett.)\| Arbitro: \| Iida \| |
| Arbitro:                                                          | Iida            |               |                 |                                                      |

| Tosu 24 aprile 2013, ore 19:00 UTC+9 Fase a gruppi - 4ª giornata | Sagan Tosu | 2 – 0 referto | Albirex Niigata | Best Amenity Stadium (3 640 spett.)\| Arbitro: \| Ogiya \| |
| Arbitro:                                                         | Ogiya      |               |                 |                                                            |

| Tokyo 15 maggio 2013, ore 19:04 UTC+9 Fase a gruppi - 5ª giornata | FC Tokyo | 2 – 1 referto | Albirex Niigata | National Stadium (12 724 spett.)\| Arbitro: \| Iemoto \| |
| Arbitro:                                                          | Iemoto   |               |                 |                                                          |

| Nagoya 22 maggio 2013, ore 19:00 UTC+9 Fase a gruppi - 6ª giornata | Nagoya Grampus | 2 – 1 | Albirex Niigata | Mizuho Athletic Stadium (4 106 spett.)\| Arbitro: \| Maeda \| |
| Arbitro:                                                           | Maeda          |       |                 |                                                               |

### Coppa dell'Imperatore
| Niigata 7 settembre 2013, ore 13:00 UTC+9 Primo turno | Albirex Niigata | 4 – 2 (d.t.s.) referto | Niigata Daigaku | Niigata Stadium (4 345 spett.)\| Arbitro: \| Fukushima \| |
| Arbitro:                                              | Fukushima       |                        |                 |                                                           |

| Niigata 13 ottobre 2013, ore 19:00 UTC+9 Secondo turno | Albirex Niigata | 0 – 1 (d.t.s.) referto | Oita Trinita | Niigata Stadium (7 467 spett.)\| Arbitro: \| Maeda \| |
| Arbitro:                                               | Maeda           |                        |              |                                                       |